# Фитингоф, Маргарита Тихоновна
Маргарита Тихоновна Фитингоф (1899—?) — советская оперная певица и музыкальный педагог.

## Биография
Родилась 24 мая (5 июня) 1899 года в Керчи в семье горного инженера Тихона Александровича Оболдуева (1875—1944); мать — Маргарита Николаевна, урождённая Лукьяненко (1879—?).
В 1909—1917 годах училась в женской гимназии А. Ф. Мушниковой, которую окончила с золотой медалью. Затем училась пению во Втором музыкальном техникуме Петроградского губернского отдела народного образования. Одновременно, работала машинисткой в канцелярии петроградской общественной столовой (1918—1919), была делопроизводителем в «Центромеди» (1919—1921). В 1921—1922 годах пела в клубной секции Наркомпроса и работала секретаршей в дирекции завода «Красный гвоздильщик» (1921—1924). Состояла членом Сорабиса.
С 1921 года училась в Петроградской государственной консерватории; сначала — в вокальном классе Больской, а с 1923 года — в классе Г. А. Боссе.
В 1922 году вышла замуж за Георгия Владимировича Фитингофа, выпускника Александровского лицея.
После окончания консерватории в 1929 году была направлена учителем пения в 34-ю Советскую единую трудовую школу, но уже 15 августа была принята в штат Государственного академического театра оперы и балета. В 1930—1934 годах была замужем за солистом этого театра А. С. Лыжина; в декабре 1933 года у них родилась дочь, Елизавета.
В 1934 году к выступлениям в театре добавилась педагогическая деятельность — Маргарита Фитингоф стала преподавать сольное пение в Доме пионеров Фрунзенского района Ленинграда.
В августе 1941 года вместе с труппой театра была эвакуирована в Молотов (Пермь), откуда вернулась в 1944 году. Жила на проспекте Маклина, д. 21/60 (дом-сказка), в квартире на шестом этаже.
В 1948 году в характеристике М. Т. Фитингоф сообщалось:

После окончания консерватории была зачислена в труппу театра по конкурсу и исполняла различные партии второго и первого плана (контральто), всегда показывая образы высокой дисциплины, трудолюбия и преданности делу <…> Награждена медалью «За доблестный труд в Великой Отечественной войне 1941—1945 гг.»

В разные годы М. Т. Фитингоф пела: Ратмира (контральто) в «Рулане и Людмиле» М. И. Глинки, няню (меццо-сопрано) в «Евгении Онегине» П. И. Чайковского, Егоровну (меццо-сопрано) в «Дубровском» Э. Ф. Направника, 1-ю Норну (контральто) в «Гибели Богов» и Флосхильду (меццо-сопрано) в «Золоте Рейна» Р. Вагнера, Бабариху (контральто) в «Сказке о царе Салтане» Н. А. Римского-Корсакова, Марту (контральто) в «Фаусте» Ш. Гуно, княгиню (меццо-сопрано) в «Русалке» А. С. Даргомыжского, няню (альт) в «Демоне» А. Г. Рубинштейна и др.
Умерла М. Т. Фитингоф в середине 1960-х годов.